# Стори, Дэвид
Дэ́вид Сто́ри (полн. Дэвид Малколм Стори, англ.   David Malcolm Storey;  13 июля 1933, Уэйкфилд, Уэст-Йоркшир, Великобритания — 27 марта 2017, Лондон, Великобритания) — английский писатель, драматург и киносценарист.

## Биография
Родился в шахтерской семье. Чтобы оплатить обучение в Школе искусств при Университетском колледже Лондона, в течение четырёх лет был профессиональным регбистом. Он перепробовал немало профессий: работал на ферме, был школьным учителем, кондуктором автобуса, почтальоном, возводил палатки на ярмарках. Полученный опыт получил отражение в его произведениях.
Его дебютный роман «Такова спортивная жизнь» (This Sporting Life, 1960) — правдивая история о судьбе игрока в регби, который пытается оторваться от своих корней, о его переживаниях, честолюбивых мечтах и неудачной любви, заслужил шумный успех. Тот факт, что герой книги, как и её автор, — выходец из рабочей семьи, дал поначалу критикам повод причислить Стори к «рабочим романистам» (в эту группу писателей объединяли Алана Силлитоу, Стэна Барстоу, Сида Чаплина). Роман был экранизирован в 1962 году режиссёром Линдсеем Андерсоном, в главной роли снялся Ричард Харрис. Картина получила премию Международной Федерации кинопрессы на Международном кинофестивале в Канне в 1963 году.
Вскоре последовали ещё два романа, а с конца 1960-х Стори переключился на драматургию. Постановки по его пьесам в английских театрах имели значительный успех, однако они не смогли превзойти по популярности первой книги автора. В 1972 году выходит названный по фамилии главного героя роман «Пасмор» (Pasmore,1972): университетский профессор неожиданно переживает нервный срыв и бросает семью.
Возвращение к жанру романа окончилось триумфом — книга «Сэвилл» (Saville, 1976), во многом автобиографичная, стала наиболее значительной в его творчестве и была удостоена престижной Букеровской премии. История Колина Сэвилла начинается в шахтерском поселке в конце 1920-х годов, во время депрессии, и развивается до 1950-х на фоне перемен, происшедших в английском обществе за это время. Ни художественный талант, ни полученное высшее образование не ограждают молодого человека от разочарований и чувства разобщенности, как, впрочем, и многих других героев писателя.
В 1992 году он опубликовал сборник своих стихотворений, написанных за 40 лет.